# Костурско народно пеене
Костурското народно пеене е характерното за българското население от историко-географската област Костурско в северозападната част на Егейска Македония (днес в Гърция), населена предимно с българи в миналото. Спада към Македонската фолклорна област.
За Костурско са характерни едногласни, двугласни и тригласни народни песни. За всички тях е особено характерна пентатониката, която се среща в няколко вида. Голяма част от старите обредни, хороводни и трудови песни са многогласни.
В текста на костурските песни са запазени много фонетични особености, старинни думи и граматически форми – носовки, падежни окончания, вече изчезнали в говора на костурчани.

### Тригласни костурски песни
Тригласните песни са два вида. При първия вид пеещите се делят на три партии и пеят, съзнавайки тригласието. Наричат тези песни песни на „ърчане“ или „ърчене“. При втория вид тригласни песни певците не съзнават, че пеят тригласно, и песните са доста отличаващи се от първия вид. Има и песни, които носят черти и на двата вида.
При първия вид тригласни песни (на „ърчане“) една певица пее първия глас. Започва сама, изпявайки една музикална фраза или част от фраза. Според народната терминология тя „вели“, т.е. говори – вероятно защото тя първа изрича думите на песента и води мелодията. Наричат тази певица „велячка“. Вторият глас „крева“, т.е. тръгва – предполага се, че терминът идва от тръгването след първия глас. Наричат певицата „кревачка“. Мелодията, която тя пее, контрапунктира на първия глас (обикновено ако първият глас има възходяща мелодична линия, тази на втория глас е равна и обратното). Първият глас недоизказва последните 1, 2 или 3 срички на стиха – това прави вторият глас. Третият глас най-често започва заедно с втория, но понякога малко по-късно. За него се казва, че „ърчи“ или  „гърчи“, вероятно произлязло от „ручи“ и „ручило“, защото подобно на ручилото на гайдата този глас пее равен исонов тон. Пеещите третия глас се наричат „ърчачки“. Те са поне три певици, а може дори седем-осем. Обикновено пеят исоновия тон на вокал  „е“, но понякога някои от тях изричат и думите на песента заедно с първия и втория глас. Тригласните песни от този вид завършват неочаквано на тон, които отстои на голяма секунда под исоновия тон.
При втория вид тригласни песни певиците се делят на две партии, както при двугласните песни, без да съзнават, че всъщност пеят тригласно. Това става, защото една певица трябва да пее първи глас, а останалите – равен тон, но певицата, която при първия вид тригласни песни пее втори глас, тук по навик контрапунктира на първи глас и се получава тригласна звучност. Вторият глас най-често пее по-висока партия от първия. Тези песни, за разлика от първия вид, завършват или на исоновия тон, или на тон, който отстои на голяма секунда над исоновия.
Двата вида песни се различават и по портаментовите ходове, които са характерни за първия вид и нехарактерни за втория. Друга отлика е, че мелодиите на първия вид тригласни песни са немерени, речетативни, а при втория вид обикновено са мерени. Обща особеност на двата вида е, че липсва строга закономерност при свързване на хармоничните съчетания.
Костурският триглас от първия вид е много близък до албанските тригласни песни, а този от втория вид е възникнал на основата на местните двугласни песни, като към исоновия двуглас е прибавен контрапунктиращ глас. Този втори вид костурски тригласни песни са много близки мелодично и словесно до двугласните, както и до някои от едногласните костурски песни.
Тригласното костурско пеене е свързано със старинните полифонични видове, като е особено близо до бурдонното многогласие. Изследователите отбелязват, че „по някои признаци (започване на тригласа от солистка, плътни акорди в тясно разположение и др.) тригласните песни, особено от втория вид, се доближават до някои старинни руски многогласни песни“, отбелязват също, че голяма част от двугласните песни в югозападните български земи имат тесен тонов обем и бедна ритмика – показател за старинния им произход.